# Cheong Jun Hoong
Cheong Jun Hoong est une plongeuse malaisienne née le 16 avril 1990. Elle a remporté la médaille d'argent du haut-vol à 10 m synchronisé aux Jeux olympiques d'été de 2016 à Rio de Janeiro avec Pandelela Rinong Pamg. Elle remporte la médaille d'or du plongeon à 10 m aux Championnats du monde 2017 à Budapest.